# Rivière Kenamu
La rivière Kenamu (anglais : Kenamu River), Tshenuamiu-shipu en innu-aimun, est un fleuve d'environ 185 km de long situé à l'est de la péninsule du Québec-Labrador, au centre-est du Labrador dans la province canadienne de Terre-Neuve-et-Labrador.

## Description
La rivière Kenamu prend sa source dans le lac Mercier (anglais : Mercier Lake) situé à environ 410 mètres d'altitude (52° 54′ 49″ N, 59° 54′ 31″ O) dans un plateau lacustre et boisé du centre-est du Labrador. Le lac Mercier est principalement alimenté par deux rivières assez abondantes venues de l'ouest (source à 490 mètres d'altitude (52° 58′ 33″ N, 60° 56′ 31″ O)) et du sud (source à 485 mètres d'altitude (52° 47′ 10″ N, 60° 44′ 34″ O)) drainant une multitude de lacs et d'étangs
La rivière Kenamu sort du lac Mercier à son extrémité orientale et se dirige vers l'est pour tourner vers le sud-est puis le sud avec plusieurs boucles sur un terrain de tourbières et de forêts.
La rivière compte plusieurs sections de courts rapides avec une section plus longue (52° 46′ 10″ N, 60° 31′ 07″ O). La rivière est assez large et crée plusieurs îles plus ou moins importantes (52° 44′ 46″ N, 60° 34′ 06″ O). Le vaste lac Kukameu-nipi situé à 360 mètres d'altitude moins de 2 km de la rivière est connecté au fleuve Churchill mais ses eaux peuvent également rejoindre la rivière Kenamu par un lac intermédiaire se déversant au niveau de la grande boucle de la rivière Kenamu.
La rivière effectue une grande boucle vers le sud-ouest sur environ 5 km puis vers le sud-est sur près de 25 km. La rivière coule sur un plateau boisé avec une faible déclivité, avec un cours assez large et des sections de rapides assez courtes. Les affluents sont peu nombreux et modestes. Le cours de la rivière s'élargit en atteignant une zone de boisements brûlés.
La rivière Kenamu prend alors une direction générale vers le nord-est qu'elle conservera jusqu'à son embouchure (52° 39′ 16″ N, 60° 17′ 29″ O). Elle reçoit à cet endroit son affluent le plus important en rive droite, l'abondante rivière Little Drunken (anglais : Little Drunken River) venue de l'est et prenant sa source en amont d'un lac à environ 510 mètres d'altitude (52° 41′ 08″ N, 59° 50′ 59″ O).
La large rivière Kenamu se dirige vers le nord-est en formant des boucles sur un terrain peu accentué et en recevant de courts affluents sur ses deux rives. Sa large vallée située à environ 250 mètres d'altitude en aval de la rivière Little Drunken est flanquée d'une longue côte d'origine glaciaire sur sa rive droite entre 400 et 500 mètres, d'abord très proche de la rivière puis s'éloignant lentement pour atteindre une distance de plus de 8 km au niveau du pont de la route 510 (52° 50′ 42″ N, 60° 09′ 04″ O) quelques km avant l'entrée dans les monts Mealy (anglais : Mealy Mountains) (52° 54′ 32″ N, 60° 02′ 36″ O) à 170 mètres d'altitude. La rivière reçoit sur ses deux rives de nombreux petits affluents descendus perpendiculairement des reliefs bordant la vallée à l'ouest et surtout à l'est, dont la rivière Utshashumeku-shipiss en rive droite.
La rivière Kenamu s'engage dans une vallée encaissée avec un coteau pentu sur la rive droite tandis que la longue côte se poursuit à environ 6 km à l'est. La rivière Kenamu est le seul cours d'eau qui traverse la colonne vertébrale des monts Mealy. Elle coule vers le nord avec un cours assez rectiligne entrecoupé de modestes rapides sur près de 40 km dans une vallée d'abord encaissée qui s'élargit progressivement vers le nord. Les affluents du Kenamu sont courts et raides. 
La rivière Kenamu reçoit un affluent notable sans nom en rive droite (52° 57′ 59″ N, 60° 00′ 11″ O) venu de l'est à travers les monts Mealy et prenant sa source dans une tourbière à environ 545 mètres d'altitude (53° 02′ 38″ N, 59° 34′ 32″ O) puis une autre rivière environ 16 km en aval (53° 05′ 40″ N, 59° 56′ 26″ O) également venue des monts Mealy à l'est et prenant sa source dans une tourbière à environ 535 mètres d'altitude (53° 16′ 23″ N, 59° 35′ 44″ O).
La rivière traverse ensuite le cœur des monts Mealy avec un fort dénivelé environnant, la rivière à une altitude d'environ 35 mètres étant dominé par des collines nues à l'est atteignant plus de 590 mètres d'altitude (53° 10′ 29″ N, 59° 53′ 39″ O).
La rivière Kenamu sort des monts Mealy (53° 16′ 34″ N, 59° 55′ 18″ O) à environ 15 mètres d'altitude, poursuivant sa route vers le nord-est dans un milieu toujours très boisé. Le relief s'aplanit mais les bords de la rivière sont pentus du fait de l'érosion. La rivière Kenemich (anglais : Kenemich River) qui coule à 1,5 km à l'est de la rivière Kenamu en formant de nombreux méandres, rejoignait visiblement cette dernière avant que le cours de la rivière Kenamu se déplace vers l'est. La rivière Kennemich se jette dans le bassin Carter (anglais : Carter Basin) (53° 28′ 55″ N, 59° 49′ 38″ O) à environ 5 km à l'est de l'embouchure de la rivière Kenamu dans le lac Melville.
La partie terminale du lit de la rivière Kenamu est marqué par d'importants bancs de sable dans la partie intérieure des courbes, au milieu d'une plaine alluviale créée par la rivière et dont la partie aval a été créée par le comblement de la rive du lac Melville par les alluvions jusqu'à la pointe McLean (anglais : McLean Point) séparant le bassin Carter du lac Melville.
La rivière se jette dans le lac Melville par un petit delta en formant la pointe Kenamu (anglais : Kenamu Point) sur sa rive gauche, au nord de la baie Goose.

## Hydrologie
La rivière Kenamu draine une superficie de 4 403 km2, alimentée par 77 affluents.
Le débit de la rivière n'est pas connu.
Les débits mensuels les plus élevés se produisent généralement pendant la fonte des neiges en mai et en juin.
En été, selon Coachman (1953), 53% à 77% des apports en eaux vers le lac Melville viennent du fleuve Churchill, la parte restante venant des rivières Northwest, Goose et Kenamu. En hiver, l'apport principal (61%) vient de la rivière Northwest, avec seulement 37% venant du fleuve Churchill et 2% venant des rivières Kenamu et Goose. Le débit cumulé des rivières Goose et Kenamu varie d'environ 10 m3 par seconde en hiver à environ 990 m3 en été.

## Géologie
Les formations géologiques du bassin de la rivière Kenamu se composent de granite et de gneiss.
La vallée de la rivière Kenamu est bordée de limon glaciaire et d'argile dans sa partie aval située en dessous de 100 mètres d'altitude. Les sédiments des glaciers sont très sensibles aux perturbations et à la rupture des pentes. Des monticules irréguliers de substratum rocheux marquent le terrain à l'ouest de la rivière Kenamu, avec un relief local à 300 mètres d'altitude.

## Faune piscicole
On retrouve dans la rivière Kenamu le saumon atlantique, l'omble de fontaine, l'épinoche à trois épines, la lotte, le meunier noir, le meunier rouge, le grand corégone, le ménomini rond, l'éperlan arc-en-ciel et l'esturgeon noir d'Amérique.

## Présence humaine
Le bassin de la rivière Kenamu est situé dans une région isolée qui ne compte aucun habitant permanent.
La seule voie de communication présente est la route 510 avec son pont sur la rivière Kenamu construit en 2009. Le pont est en acier à deux voies, avec une chaussée de 8 mètres de largeur pour 81 mètres de longueur.